# Edward P. Carville

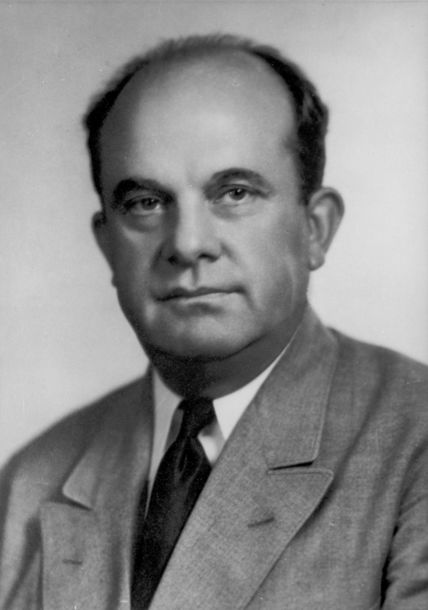

Edward Peter Carville (ur. 14 maja 1885 w Mound Valley w stanie Nevada, zm. 27 czerwca 1956 w Reno w stanie Nevada) – polityk amerykański, działacz Partii Demokratycznej, prawnik.
W latach 1939–1945 pełnił funkcję gubernatora Nevady. Od 1945 do 1947 był senatorem 1. klasy z Nevady. 
29 sierpnia 1910 poślubił Irmę Marie Callahan (1910–1973). Małżeństwo miało trzech synów.